# Eugeniusz Wiszniewski
Eugeniusz Wiszniewski (ur. w 1864 w Krasnobrodzie, zm. 21 grudnia 1931) – polski lekarz, działacz społeczny, polityk, senator III kadencji w II RP.
Ukończył medycynę na Uniwersytecie Warszawskim. Następnie przeprowadził się do Siedlec, gdzie został pracownikiem Szpitala Miejskiego. Był jego dyrektorem do śmierci. W czasie I wojny światowej opiekował się rannymi żołnierzami.
W wyborach parlamentarnych w 1930 roku został zastępcą senatora z listy nr 1 (BBWR) z województwa lubelskiego. Po śmierci Aleksandra Wyszyńskiego (20 kwietnia 1931 roku) został senatorem. Zaprzysiężenie nastąpiło 14 października 1931 roku. Zmarł po 2 miesiącach.